# 468
468 (CDLXVIII) fue un año bisiesto comenzado en lunes del calendario juliano, en vigor en aquella fecha.
En el Imperio romano, el año fue nombrado el del consulado de Antemio sin colega, o menos comúnmente, como el 1221 Ab urbe condita, adquiriendo su denominación como 468 a principios de la Edad Media, al establecerse el anno Domini.

## Acontecimientos
- Papado: Simplicio sucede a Hilario.
- Los hunos nuevamente invanden Dacia, pero son una vez más repelidos por el emperador bizantino León I el Tracio.
- Eurico consolida las posiciones visigodas en Hispania. Guerra entre suevos y visigodos.[1]
- Código de Eurico (fecha aproximada).
- Fracasa completamente la expedición romana oriental contra el vándalo Genserico en Cartago.[2]

## Nacimientos
- Fulgencio de Ruspe, religioso cristiano.

## Fallecimientos
- 28 de febrero: Hilario, papa.